# 里奇维尔 (阿拉巴马州)
里奇维尔（英文：Ridgeville），是美国阿拉巴马州下属的一座城市。面积约为0.82平方英里（约合2.13平方公里）。根据2010年美国人口普查，该市有人口112人，人口密度为135.92/平方英里（约合52.58/平方公里）。